# Gonia distincta
Gonia distincta är en tvåvingeart som beskrevs av Smith 1915. Gonia distincta ingår i släktet Gonia och familjen parasitflugor. Inga underarter finns listade i Catalogue of Life.